# سونگ ها یون
کیم می سون (کره‌ای: 김미선؛ زادهٔ ۲ دسامبر ۱۹۸۶) که بیشتر با نام هنری سونگ ها یون (کره‌ای: 송하윤) شناخته می‌شود، بازیگر اهل کره جنوبی است. او به خاطر ایفای نقش در مجموعه‌های تلویزیونی مبارزه برای راهم (۲۰۱۷) و با شوهرم ازدواج کن (۲۰۲۴) شناخته شده است. او در سال ۲۰۰۳ تحت نام هنری کیم بیول فعالیتش را آغاز کرد اما در سال ۲۰۱۲ نام هنری خود را تغییر داد.

## فیلم‌شناسی

### فیلم
| سال  | عنوان                   | نقش        | منابع |
| ---- | ----------------------- | ---------- | ----- |
| ۲۰۰۵ | قدم‌های بی‌گناه           |            |       |
| ۲۰۰۶ | دختران شیطون داسه‌پو     | بل‌فلاور    |       |
| ۲۰۰۶ | خانه عشق                |            |       |
| ۲۰۰۸ | کودک و من               | کیم بیول   |       |
| ۲۰۰۸ | اعضای مراسم خاکسپاری    | وو آه می   |       |
| ۲۰۰۹ | پرواز                   | سو کیونگ   | [ ۶ ] |
| ۲۰۰۹ | گربه‌های ولگرد           |            |       |
| ۲۰۱۲ | درمانده                 | هان نا     |       |
| ۲۰۱۲ | به طرز خطرناکی هیجان‌زده | می سون     | [ ۷ ] |
| ۲۰۱۴ | افشاگر                  | کیم یی سول | [ ۸ ] |
| ۲۰۱۸ | غریبه‌های صمیمی          | سه گیونگ   | [ ۹ ] |

### مجموعه تلویزیونی
| سال  | عنوان                                        | نقش                     | منابع         |
| ---- | -------------------------------------------- | ----------------------- | ------------- |
| ۲۰۰۳ | سانگ دو! بیا بریم مدرسه                      |                         |               |
| ۲۰۰۵ | بی‌وقفه ۵                                     |                         |               |
| ۲۰۰۵ | ام‌بی‌سی بست تئاتر: دهکده ملی ته‌رونگ           | جونگ ما رو              |               |
| ۲۰۰۸ | چیل وو قهرمان                                | یون دو                  |               |
| ۲۰۱۱ | درامای ویژه کی‌بی‌اس: فرشته نگهبان کیم یونگ گو | چوی نا یونگ             |               |
| ۲۰۱۲ | فانتوم                                       | چوی سونگ یون            | [ ۱۰ ]        |
| ۲۰۱۳ | درامای ویژه کی‌بی‌اس: تولد شاگال               | جون هی                  | [ ۱۱ ]        |
| ۲۰۱۴ | برگشت                                        | چوی یون هی              | [ ۱۲ ]        |
| ۲۰۱۴ | رختشویی سوئدی                                | کیم بوم                 | [ ۱۳ ]        |
| ۲۰۱۴ | درامای ویژه کی‌بی‌اس: من پدرم را معرفی می‌کنم   | چوی هی یونگ             | [ ۱۴ ]        |
| ۲۰۱۵ | شوالیه رؤیایی                                | جو این یونگ             | [ ۱۵ ]        |
| ۲۰۱۵ | در روزهای سبز                                | لی یونگ هی              | [ ۱۶ ]        |
| ۲۰۱۵ | دختر من گوم سا وول                           | لی هونگ دو / جو اوه وول | [ ۱۷ ] [ ۱۸ ] |
| ۲۰۱۶ | لمس تو                                       | جین هی یونگ             | [ ۱۹ ]        |
| ۲۰۱۷ | گروه خواهران                                 | سارا پارک               | [ ۲۰ ]        |
| ۲۰۱۷ | مبارزه برای راهم                             | بک سول هی               | [ ۲۱ ]        |
| ۲۰۱۸ | جذابیت شیطانی                                | جو گی بوم               | [ ۲۲ ]        |
| ۲۰۲۰ | لطفاً با آن مرد ملاقات نکن                    | سو جی سونگ              | [ ۲۳ ]        |
| ۲۰۲۳ | آه! یونگ شیم                                 | اوه یونگ شیم            | [ ۲۴ ]        |
| ۲۰۲۴ | با شوهرم ازدواج کن                           | جونگ سو مین             | [ ۲۵ ]        |
| ن/م  | The History of Jealousy                      | ن/م                     | [ ۲۶ ]        |